# Partido Renovador Democrático

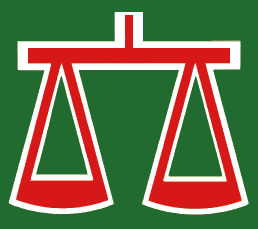
Logo der PRD

Partido Renovador Democrático (deutsch etwa Demokratische Erneuerungspartei, PRD) war eine gemäßigte Mitte-links-Partei im portugiesischen Parteienspektrum.

## Geschichte

### Gründung und Aufstieg
Der Partido Renovador Democrático wurde 1985 gegründet, unter maßgeblicher strategischer Ausrichtung von Präsident António Ramalho Eanes, und seiner expliziten Forderung nach Bewahrung moralischer Grundsätze im zunehmenden Wertewandel der Landespolitik. Der General und Staatspräsident Eanes hatte das portugiesische Parlament aufgelöst, als mit der Privatisierungs- und Deregulierungspolitik der PS/PSD-Regierung (1983–85) Unruhe in der politischen Landschaft Portugals aufkam, nachdem immer mehr der, nach der Nelkenrevolution 1974 eingeführten, vor allem wirtschaftspolitischen und sozialrechtlichen Neuerungen relativiert oder zurückgenommen wurden. Bei der folgenden Parlamentswahl 1985 wurde die PRD mit 17,92 % der Stimmen auf Anhieb drittstärkste Kraft.

### Abstieg und Auflösung
Es gelang der PRD nach 1985 nicht, ein überzeugendes Format in der öffentlichen Wahrnehmung zu entwickeln, und konnte so keine feste Wählerbasis gewinnen. Mit ihrer maßgeblichen Beteiligung am Sturz der PSD-Minderheitsregierung 1987 führte die PRD die folgenden Neuwahlen dann selbst herbei. Bei der Parlamentswahl 1987 erhielt die PRD dann nur noch 4,9 % der Stimmen und verlor ihre Bedeutung in der Politik des Landes. In der Parlamentswahl in Portugal 1991 bekam sie nur noch 0,6 % und verlor damit auch ihre letzten sieben der ursprünglich 45 Sitze.
Im Jahr 2000 löste sich die Partei endgültig auf, nachdem rechtsextreme Kräfte, mit Massenübertritten von der aufgelösten kleinen rechtsextremen Partei Movimento de Acção Nacional, die PRD zunehmend übernommen hatten. Diese gründeten in der Folge die Partei Partido Nacional Renovador.